# 罗马妈妈
《罗马妈妈》是一部1962年的电影，皮埃尔·保罗·帕索里尼执导。

## 情节
绰号“罗马妈妈”的妓女（安娜·马尼亚尼饰）与她16岁的儿子艾托里（Ettore Garofolo饰）相依为命。她想开始新的生活，到一个集市卖蔬菜。当得知母亲曾是妓女后，艾托里学坏了，他因为在医院偷收音机被捕，死在了看守所。

## 思想和艺术

### 基督教艺术
《罗马妈妈》反映了帕索里尼的基督教情节。在Carmine婚礼的场景中，帕索里尼模仿了达芬奇的《最后的晚餐》的布局。新婚的人坐在一个长桌旁，后面是白色的墙。当艾托里死于看守所医院时，帕索里尼又模仿了安德烈亚·曼特尼亚的《哀悼死去的基督》。艾托里躺在木床上，衣服只剩衬衫和内裤，尸体被绑在床上。从天花板打出的光突出了艾托里苍白的皮肤。摄影机从艾托里脚的方向拍摄，与曼泰尼亚的画类似。

### 看不清的即是神圣的
片中有两个长镜头，都是拍摄罗马妈妈走在夜里，去重操旧业。背景是黑暗的，只有灰暗的路灯的光。观众无法看清背景中发生了什么。罗马妈妈似乎与世界隔绝。Greene说“用将可见部分固定和孤立的方法，帕索里尼传达出这样的感觉：我们看见的仅仅是真实的一部分，真正重要的东西——即是神圣之物——却仍然没有被看见。”

### 直接的身体语言
帕索里尼用身体语言表现艾托里的情感和心理状态。艾托里经常出现一种不正常的走路姿势。Viano称帕索里尼让艾托里“梦游”是对不参与正常、清醒生活的最佳视觉表现。在影片末尾，艾托里发了高烧。他远离了朋友，完全孤独。他“反常的体温”提示了他与其他人之间的隔阂，以及对归属感的追寻。

## 反响
影片刚发行，评论家和观众便批评该片不道德。他们把创作者告上法庭，但因没有事实根据而被驳回。1962年9月22日该片在罗马Quattro Fontane影院上映后，帕索里尼曾被法西斯主义者袭击。